# Рассоховатое (Золочевский район)
Рассоховатое (укр. Розсохувате), село, 
Золочевский поселковый совет,
Золочевский район,
Харьковская область.
Код КОАТУУ — 6322655109. Население по переписи 2001 года составляет 49 (20/29 м/ж) человек.

## Географическое положение
Село Рассоховатое находится на расстоянии в 1 км от реки Уды (правый берег), примыкает к селу Бугаи Вторые, в 2-х км находится пгт Золочев, в 2-х км расположена железнодорожная станция Снеги, на расстоянии в 2 км проходит автомобильная дорога Т-2103.
К селу примыкают небольшие лесные массивы (дуб).

## История
- 1775 — дата основания.

## Экономика
- Молочно-товарная ферма.